# 625
El 625 (DCXXV) fou un any comú començat en dimarts del calendari julià.

## Naixements
- Eustasi de Langres, religiós galo-romà.[1]

## Necrològiques
- Mússab ibn Umayr, company del Mahoma del clan quraixita.[2]